# Sørensen
| Drenge- | Drenge-   | Pige- | Pige-    | Efter- | Efter-      |
| ------- | --------- | ----- | -------- | ------ | ----------- |
| 1       | Peter     | 1     | Anne     | 1      | Nielsen     |
| 2       | Michael   | 2     | Mette    | 2      | Jensen      |
| 3       | Lars      | 3     | Kirsten  | 3      | Hansen      |
| 4       | Jens      | 4     | Hanne    | 4      | Andersen    |
| 5       | Thomas    | 5     | Anna     | 5      | Pedersen    |
| 6       | Henrik    | 6     | Helle    | 6      | Christensen |
| 7       | Søren     | 7     | Maria    | 7      | Larsen      |
| 8       | Christian | 8     | Susanne  | 8      | Sørensen    |
| 9       | Martin    | 9     | Lene     | 9      | Rasmussen   |
| 10      | Jan       | 10    | Marianne | 10     | Jørgensen   |

Sørensen er det 8. mest almindelige danske efternavn. Navnet betyder søn af Søren.

## Kendte personer med navnet
- Anders Sørensen Vedel, dansk historiker, forfatter og præst.
- Anders Vos Sørensen, dansk cykelrytter.
- Arne Sørensen, dansk forfatter og politiker.
- Birgitte Hjort Sørensen, dansk skuespillerinde.
- Carl Th. Sørensen, dansk officer og krigshistorisk forfatter.
- C.Th. Sørensen, dansk have- og landskabsarkitekt.
- C.F. Sørensen, dansk marinemaler.
- Eduard Schnedler-Sørensen, dansk filminstruktør.
- Ib Holm Sørensen, dansk datamatiker.
- Inge Sørensen, dansk olympisk svømmer.
- Jørgen Leschly Sørensen, dansk fodboldlandsholdsspiller.
- Lis Sørensen, dansk sangskriver, sanger og komponist.
- Niels Holst-Sørensen, dansk tidligere olympisk atletikudøver og generalmajor i flyvevåbnet.
- Palle Sørensen, dansk politimorder.
- Poul Sørensen, dansk digter og tekstforfatter.
- Rolf Sørensen, dansk cykelrytter.
- Sejr Volmer-Sørensen, dansk pianist, skuespiller, revydirektør og tv-vært.
- Sune Lund-Sørensen, dansk filminstruktør.
- Søren Anton Sørensen, dansk officer, historisk forfatter og skakspiller.
- Villy Sørensen, dansk forfatter.

## Navnet anvendt i fiktion
- Sørensen og Rasmussen er en dansk film fra 1940 instrueret af Emanuel Gregers.